# Мануэль-Добладо (муниципалитет)
Мануэль-Добладо (исп. Manuel Doblado) — муниципалитет в Мексике, штат Гуанахуато, с административным центром в одноимённом городе. Численность населения, по данным переписи 2010 года, составила 37 145 человек.

## Общие сведения
Название Manuel Doblado дано в честь губернатора штата Гуанахуато, генерала Мануэля Добладо, участника войны за реформу.
Площадь муниципалитета равна 820 км², что составляет 2,68 % от общей площади штата, а наивысшая точка расположена в поселении Лос-Охос-де-Агуа и равна 2360 метра.
Он граничит с другими муниципалитетами штата Гуанахуато: на севере с Пурисима-дель-Ринконом и Сан-Франсиско-дель-Ринконом, на востоке с Ромитой и Куэрамаро, и на юге с Пенхамо, а также на западе он граничит с другим штатом Мексики — Халиско.

## Учреждение и состав
Муниципалитет был образован в 1824 году, в его состав входит 291 населённый пункт, самые крупные из которых:
| Код INEGI | Населённый пункт                                                                         | Численность населения (2005 год) | Численность населения (2010 год) |
| --------- | ---------------------------------------------------------------------------------------- | -------------------------------- | -------------------------------- |
| 008       | Всего                                                                                    | 34313                            | 37145                            |
| 0001      | Мануэль-Добладо (исп. Manuel Doblado) (административный центр)                           | 12716                            | 13956                            |
| 0039      | Фриас (исп. Frías) 20°47′53″ с. ш. 101°59′49″ з. д.                                      | 1171                             | 1184                             |
| 0015      | Кальсада-дель-Тепосан (исп. Calzada del Tepozán) 20°44′16″ с. ш. 101°52′57″ з. д.        | 1007                             | 1116                             |
| 0045      | Гуаябо-де-Санта-Рита (исп. Guayabo de Santa Rita) 20°41′51″ с. ш. 101°54′19″ з. д.       | 911                              | 999                              |
| 0124      | Сан-Хуан-де-ла-Пуэрта (исп. San Juan de la Puerta) 20°43′48″ с. ш. 101°42′44″ з. д.      | 879                              | 926                              |
| 0014      | Ла-Кальсада-де-ла-Мерсед (исп. La Calzada de la Merced) 20°46′39″ с. ш. 101°51′39″ з. д. | 784                              | 780                              |

## Экономика
По статистическим данным 2000 года, работоспособное население занято по секторам экономики в следующих пропорциях: сельское хозяйство, скотоводство и рыбная ловля — 33,6 %, промышленность и строительство — 31,7 %, сфера обслуживания и туризма — 32,7 %, прочее — 2 %.

## Инфраструктура
По статистическим данным 2010 года, инфраструктура развита следующим образом:
- электрификация: 96,6 %;
- водоснабжение: 96 %;
- водоотведение: 80,8 %.

## Фотографии
- Центр города Мануэль-Добладо
- Лас-Мусас